# Bolesław Jaworski

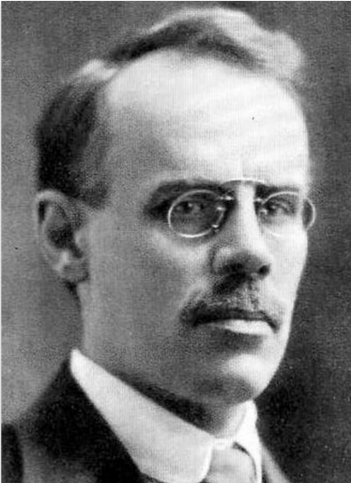
Bolesław Jaworski

Bolesław Jaworski, ukr. Болеслав Леопольдович Яворський (ur. 10 czerwca?/22 czerwca 1877 w Charkowie, zm. 26 listopada 1942 w Saratowie) – ukraiński i radziecki muzykolog polskiego pochodzenia, kompozytor i pedagog. W latach 1916–1921 – profesor konserwatorium w Kijowie, w latach 1938–1942 – profesor konserwatorium w Moskwie.
Jako muzykolog zaprezentował teorię rytmu ładowego, która była dalej rozwinięta w pracach B. Asafjewa, J. Chołopowa i innych radzieckich teoretyków, a także był twórcą nauki o intonacji, co łącznie uznawano za podstawę analizy muzyki ludowej i artystycznej. Wśród uczniów Jaworskiego – kompozytorzy Mykoła Leontowycz, Grigorij Weriowka. Był też przyjacielem i doradcą Dmitrija Szostakowicza.